# Carlin (zespół wyścigowy)
Carlin (dawniej Carlin Motorsport) – brytyjski zespół startujący w wyścigach samochodowych. Startuje w serii GP2 od 2011 oraz serii GP3 od 2010 roku, a od roku 2003 w World Series by Renault. Największe sukcesy zespół święci jednak w brytyjskiej Formule 3, gdzie startuje od roku 1997. Ekipa założona została w 1996 roku, przez Trevora Carlina i Martina Stone’a.
Począwszy od 2009 roku zespół widnieje tylko pod samą nazwą „Carlin”. Wszystko za sprawą angażu Capsicum Motorsport Limited, dzięki któremu brytyjska ekipa ma zapewnioną stabilność finansową. W 2008 oraz 2011 roku zespół ubiegał się o starty w Formule 1, jednak obie próby nie powiodły się. Obecnie zespół Trevora Carlina startuje w brytyjskiej Formule 3, Formule Renault 3.5, serii GP2 oraz serii GP3, natomiast w przeszłości zaangażowany był także w Superpuchar Porsche (2001), brytyjską Formułę BMW (2004-2007) oraz europejską i brytyjską Formułę Renault (2007). Dotąd zespół sięgnął po dziesięć tytułów mistrzowskich w brytyjskiej F3 (lata: 2001-2005 oraz 2007-2011), a także jeden w Formule Renault 3.5 (2011). Z zespołu wywodzi się wielu przyszłych kierowców Formuły 1 – Hindus Narain Karthikeyan, Brytyjczyk Jenson Button (mistrz świata sezonu 2009), Niemiec Nico Rosberg, Polak Robert Kubica, Niemiec Sebastian Vettel (mistrz świata z lat 2010-2013), Hiszpan Jaime Alguersuari, Australijczyk Daniel Ricciardo oraz Francuz Jean-Éric Vergne.

## Historia

### Brytyjska Formuła 3
Carlin Motorsport w brytyjskiej Formule 3 zadebiutował w 1997 roku. Pierwsze zwycięstwo dla zespołu odniósł Hindus Narain Karthikeyan na torze Brands Hatch w 1999 roku. Dwa lata później Japończyk Takuma Satō został pierwszy mistrzem serii w ekipie Trevora, po zwyciężeniu w dwunastu wyścigach. W sezonie 2002 zespół obronił mistrzostwo, a jego najlepszy zawodnik – Australijczyk James Courtney – był drugi. W 2003 roku po tytuł sięgnął Alan van der Merwe, natomiast w roku 2004 po raz drugi ekipa zdobyła tylko jeden tytuł mistrzowski, bowiem najlepszy z zawodników – Monakijczyk Clivio Piccione – sklasyfikowany został dopiero na 4. lokacie. W sezonie 2005 Portugalczyk Álvaro Parente zdominował sezon, zwyciężając w dwunastu rundach. Rok 2006 okazał się z kolei pierwszym od sześciu lat bez jakiegokolwiek tytułu. Zespół uplasował się na 2. pozycji w klasyfikacji generalnej, podobnie jak jego najlepszy kierowca – Brytyjczyk Oliver Jarvis. W roku 2007 ekipa Trevora sięgnęła po szóste mistrzostwo w klasyfikacji zespołów. Najwyżej sklasyfikowanym zawodnikiem był Niemiec Maro Engel, który nie zdołał dokonać tego samego, zostając wicemistrzem brytyjskiego serialu. W latach 2008–2011 zespół zdominował rywalizację, a głównymi autorami sukcesów ekipy byli odpowiednio Hiszpan Jaime Alguersuari, Australijczyk Daniel Ricciardo, Francuz Jean-Éric Vergne oraz Brazylijczyk Felipe Nasr.

### Formuła 3 Euroseries (2008-2009)
W latach 2008-2009 brytyjski zespół brał udział w Formule 3 Euroseries. W trakcie dwóch lat startów ekipa Trevora Carlina nie należała do czołowych stajni, będąc ostatecznie sklasyfikowanym odpowiednio na odległej 9. i 8. pozycji. Najlepszym zawodnikiem ekipy okazał się Nowozelandczyk Brendon Hartley, który odniósł zwycięstwo, na brytyjskim torze Brands Hatch. W klasyfikacji generalnej na 11. miejscu.

### Formuła Renault 3.5
Od sezonu 2003 zespół Carlin startuje w Formule Renault 3.5, która w latach 2003–2004 należała jeszcze do Nissana. Już w pierwszym roku startów brytyjska ekipa zajęła 3. miejsce w końcowej klasyfikacji, natomiast w drugim sezonie wywalczyła tytuł wicemistrzowski. W obu sezonach startowali zawodnicy z przyszłością w F1 – Hindus Narain Karthikeyan oraz Portugalczyk Tiago Monteiro.
Trzy lata później stajnia Trevora Carlina ponownie znalazła się na 3. lokacie. Wówczas w zespole jeździł przyszły mistrz świata Sebastian Vettel, a także mistrz tej serii z 2010 roku Michaił Aloszyn.
W sezonie 2009 zespół z Hiszpanem Jaime Alguersuari oraz Oliverem Turvey w składzie po raz drugi został wicemistrzem serii. Po ponownym zajęciu trzeciej lokaty w sezonie 2010, w roku 2011 Kanadyjczyk Robert Wickens oraz Francuz Jean-Éric Vergne zapewnili stajni pierwszy w historii zespołu tytuł mistrzowski. Obaj kierowcy uplasowali się na dwóch czołowych lokatach. Łącznie odnieśli aż dziesięć zwycięstw. W roku 2012 zespół zajął piąte w klasyfikacji zespołów.
W 2013 roku ekipa zatrudniła Carlosa Huertasa oraz Jazemana Jaafara w roli kierowców wyścigowych. Pierwszy z nich wygrał wyścig na torze Ciudad del Motor de Aragón, a drugi był trzeci podczas zmagań w Monako. Z dorobkiem 54 punktów zespół uplasował się na 11. miejscu w klasyfikacji generalnej.

### Seria GP2
Od 2011 roku zespół Carlina startuje w bezpośrednim przedsionku F1 – serii GP2. W azjatyckiej edycji zespół w składzie Michaił Aloszyn i Max Chilton zajął ostatnią pozycję w klasyfikacji, nie punktując w żadnym z czterech rozegranych wyścigów.
W europejskim cyklu ekipa pozostawiła w swoich szeregach Rosjanina i Brytyjczyka. Pierwszy z nich w wyniku problemów finansowych, został zastąpiony w Monte Carlo przez Olivera Turvey, natomiast w czterech innych eliminacjach jego miejsce zajął Portugalczyk Álvaro Parente. Żaden z nich jednak nie zdobył jednak punktów. Dzięki czterem „oczkom” Chiltona, brytyjska stajnia i tu jednak okupiła 13. lokatę w klasyfikacji generalnej mistrzostw.
W sezonie 2012 Max Chilton i Rio Haryanto zapewnili zespołowi piąte miejsce w klasyfikacji zespołów. Rok później kierowcami zespołu byli Felipe Nasr oraz Jolyon Palmer. Zostali oni sklasyfikowani odpowiednio na czwartej i siódmej pozycji w klasyfikacji generalnej. Ekipa toczyła zaś zacięty bój z Russian Time. Ostatecznie oba zespoły miały jednakowy dorobek punktowy. Bilans pozycji zadecydował, że Carlin musiał pogodzić się z drugą lokatą.
Na sezon 2014 brytyjska ekipa podpisała kontrakt z Felipe Nasrem i Juliánem Lealem. Brazylijczyk włączył się w walkę o tytuł. Odniósł cztery zwycięstwa i dziesięciokrotnie stawał na podium. Jednak w odróżnieniu od rywala - Palmer, zdobywał mniej punktów w pozostałych wyścigach. Został sklasyfikowany na trzecim miejscu w klasyfikacji generalnej. Leal miał dobry początek sezonu, w Bahrajnie dwukrotnie stanął na podium. Jednak w drugiej części sezonu nie zdobywał punktów i sezon ukończył na dziesiątym miejscu. W klasyfikacji zespołów ekipa ponownie zajęła drugą pozycję.

### Seria GP3
Od 2010 Carlin startuje w nowo utworzonej Serii GP3. Amerykanin Josef Newgarden sięgnął po pole position na niemieckim torze Hockenheimring, natomiast Brytyjczyk Dean Smith (na Węgrzech) oraz Brazylijczyk Lucas Foresti (w Hiszpanii) stanęli na podium. W klasyfikacji generalnej zespół uplasował się na 5. miejscu, natomiast najlepszy z zawodników – Brytyjczyk Dean Smith – był siódmy.
W drugim sezonie startów Francuz Tom Dillmann startował z pierwszej pozycji w inauguracyjnym wyścigu, na tureckim torze Istanbul Park. W wyścigu natomiast uplasował się na trzecim miejscu. Z kolei Brytyjczyk Callum MacLeod uzyskał najszybsze okrążenie w ostatnim wyścigu sezonu, na torze Monza. Były to jednak jedyne sukcesy stajni, dla której ten sezon nie należał do udanych. Zmagania zakończyła dopiero na przedostatniej 9. pozycji.
W sezonie 2012 Alex Brundle, António Félix da Costa i William Buller zapewnili zespołowi trzecie miejsce w klasyfikacji zespołów, a António Félix da Costa ukończył sezon na trzeciej pozycji.
W 2013 roku najlepszym kierowcą zespołu okazał się Brytyjczyk Nick Yelloly, który został sklasyfikowany na szóstej pozycji w klasyfikacji generalnej. Ekipa zajęła zaś czwartą lokatę w klasyfikacji zespołów.
Na sezon 2014 Carlin zatrudnił Alexa Lynna, który odniósł trzy zwycięstwa i ośmiokrotnie stawał na podium. Uzbierane 207 punktów wystarczyło mu na zdobycie tytułu mistrzowskiego. Inny kierowca zespołu, Emil Bernstorff wygrał drugi wyścig w Austrii. Dwaj Brytyjczycy, a także Luís Sá Silvazdobyli dla zespołu łącznie 347 punktów, co wystarczyło na zwycięstwo w walce o mistrzowski tytuł. Tym samym brytyjska ekipa stała się pierwszym zespołem, który pokonał ART Grand Prix w mistrzostwach serii GP3.

## Starty

### Seria GP2
| Seria GP2 | Seria GP2          | Seria GP2       | Seria GP2 | Seria GP2 | Seria GP2 | Seria GP2 | Seria GP2 | Seria GP2 | Seria GP2 |
| Rok       | Bolid              | Kierowcy        | Wyścigi   | Wygrane   | PP        | NO        | Pkt       | M.K.      | M.Z.      |
| --------- | ------------------ | --------------- | --------- | --------- | --------- | --------- | --------- | --------- | --------- |
| 2011      | Dallara-Mecachrome | Max Chilton     | 18        | 0         | 0         | 0         | 4         | 20        | 13        |
| 2011      | Dallara-Mecachrome | Michaił Aloszyn | 8         | 0         | 0         | 0         | 0         | 32        | 13        |
| 2011      | Dallara-Mecachrome | Oliver Turvey   | 2         | 0         | 0         | 0         | 0         | 25        | 13        |
| 2011      | Dallara-Mecachrome | Álvaro Parente  | 8         | 0         | 0         | 0         | 8         | 16        | 13        |
| 2012      | Dallara-Mecachrome | Max Chilton     | 24        | 2         | 2         | 0         | 169       | 4         | 5         |
| 2012      | Dallara-Mecachrome | Rio Haryanto    | 24        | 0         | 1         | 1         | 38        | 14        | 5         |
| 2012      | Dallara-Mecachrome | Felipe Nasr     | 22        | 0         | 0         | 0         | 154       | 4         | 2         |
| 2012      | Dallara-Mecachrome | Jolyon Palmer   | 22        | 2         | 1         | 2         | 119       | 7         | 2         |
| 2014      | Dallara-Mecachrome | Felipe Nasr     | 22        | 4         | 1         | 2         | 224       | 3         | 2         |
| 2014      | Dallara-Mecachrome | Julián Leal     | 22        | 0         | 0         | 1         | 68        | 10        | 2         |

### Seria GP3
| Seria GP3 | Seria GP3       | Seria GP3              | Seria GP3 | Seria GP3 | Seria GP3 | Seria GP3 | Seria GP3 | Seria GP3 | Seria GP3 |
| Rok       | Bolid           | Kierowcy               | Wyścigi   | Wygrane   | PP        | NO        | Pkt       | M.K.      | M.Z.      |
| --------- | --------------- | ---------------------- | --------- | --------- | --------- | --------- | --------- | --------- | --------- |
| 2010      | Dallara-Renault | Josef Newgarden        | 16        | 0         | 1         | 0         | 8         | 18        | 5         |
| 2010      | Dallara-Renault | Dean Smith             | 16        | 0         | 0         | 0         | 24        | 7         | 5         |
| 2010      | Dallara-Renault | Lucas Foresti          | 10        | 0         | 0         | 0         | 7         | 19        | 5         |
| 2010      | Dallara-Renault | Michaił Aloszyn        | 2         | 0         | 0         | 0         | 0         | 37        | 5         |
| 2010      | Dallara-Renault | António Félix da Costa | 4         | 0         | 0         | 0         | 3         | 26        | 5         |
| 2011      | Dallara-Renault | Conor Daly             | 16        | 0         | 0         | 0         | 10        | 17        | 9         |
| 2011      | Dallara-Renault | Tom Dillmann           | 2         | 1         | 0         | 0         | 15        | 14        | 9         |
| 2011      | Dallara-Renault | Daniel Morad           | 6         | 0         | 0         | 0         | 0         | 33        | 9         |
| 2011      | Dallara-Renault | Callum MacLeod         | 8         | 0         | 0         | 0         | 3         | 23        | 9         |
| 2011      | Dallara-Renault | Leonardo Cordeiro      | 16        | 0         | 0         | 0         | 0         | 30        | 9         |
| 2012      | Dallara-Renault | Alex Brundle           | 16        | 0         | 0         | 0         | 19        | 16        | 3         |
| 2012      | Dallara-Renault | António Félix da Costa | 16        | 3         | 1         | 6         | 132       | 3         | 3         |
| 2012      | Dallara-Renault | William Buller         | 16        | 1         | 0         | 0         | 20        | 15        | 3         |
| 2013      | Dallara-Renault | Luís Sá Silva          | 16        | 0         | 0         | 0         | 0         | 23        | 4         |
| 2013      | Dallara-Renault | Nick Yelloly           | 16        | 0         | 0         | 1         | 107       | 6         | 4         |
| 2013      | Dallara-Renault | Eric Lichtenstein      | 10        | 0         | 0         | 0         | 0         | 22        | 4         |
| 2013      | Dallara-Renault | Alexander Sims         | 6         | 1         | 0         | 1         | 77        | 8         | 4         |
| 2014      | Dallara-Renault | Alex Lynn              | 18        | 3         | 2         | 3         | 207       | 1         | 1         |
| 2014      | Dallara-Renault | Emil Bernstorff        | 18        | 1         | 0         | 1         | 134       | 5         | 1         |
| 2014      | Dallara-Renault | Luís Sá Silva          | 18        | 0         | 0         | 0         | 6         | 19        | 1         |

### Formuła Renault 3.5
| Rok  | Bolid           | Kierowcy            | Wygrane | PP | NO | Pkt | M.K. | M.Z. |
| ---- | --------------- | ------------------- | ------- | -- | -- | --- | ---- | ---- |
| 2005 | Dallara-Renault | Andreas Zuber       | 1       | 1  | 4  | 73  | 6    | 4    |
| 2005 | Dallara-Renault | Will Power          | 2       | 3  | 0  | 64  | 7    | 4    |
| 2005 | Dallara-Renault | Giorgio Mondini     | 0       | 0  | 0  | 0   | 24   | 4    |
| 2006 | Dallara-Renault | Michaił Aloszyn     | 0       | 1  | 0  | 41  | 11   | 4    |
| 2006 | Dallara-Renault | Adrian Zaugg        | 0       | 1  | 0  | 33  | 13   | 4    |
| 2006 | Dallara-Renault | Sebastian Vettel    | 1       | 1  | 0  | 28  | 15   | 4    |
| 2006 | Dallara-Renault | Colin Fleming       | 0       | 0  | 0  | 19  | 18   | 4    |
| 2006 | Dallara-Renault | Gavin Cronje        | 0       | 0  | 0  | 0   | 33   | 4    |
| 2007 | Dallara-Renault | Sebastian Vettel    | 1       | 1  | 1  | 74  | 5    | 3    |
| 2007 | Dallara-Renault | Michaił Aloszyn     | 1       | 1  | 0  | 44  | 12   | 3    |
| 2007 | Dallara-Renault | Michael Ammermüller | 0       | 1  | 0  | 12  | 22   | 3    |
| 2007 | Dallara-Renault | Robert Wickens      | 0       | 0  | 0  | 6   | 25   | 3    |
| 2008 | Dallara-Renault | Michaił Aloszyn     | 0       | 0  | 0  | 73  | 5    | 5    |
| 2008 | Dallara-Renault | Robert Wickens      | 1       | 1  | 3  | 55  | 12   | 5    |
| 2009 | Dallara-Renault | Oliver Turvey       | 1       | 2  | 0  | 93  | 4    | 2    |
| 2009 | Dallara-Renault | Jaime Alguersuari   | 1       | 1  | 1  | 88  | 6    | 2    |
| 2010 | Dallara-Renault | Michaił Aloszyn     | 3       | 1  | 2  | 138 | 1    | 3    |
| 2010 | Dallara-Renault | Jake Rosenzweig     | 0       | 1  | 0  | 13  | 19   | 3    |
| 2011 | Dallara-Renault | Jean-Éric Vergne    | 5       | 4  | 1  | 232 | 2    | 1    |
| 2011 | Dallara-Renault | Robert Wickens      | 5       | 7  | 4  | 241 | 1    | 1    |
| 2012 | Dallara-Renault | Kevin Magnussen     | 1       | 2  | 0  | 106 | 7    | 4    |
| 2012 | Dallara-Renault | Will Stevens        | 0       | 0  | 0  | 59  | 12   | 4    |
| 2013 | Dallara-Renault | Carlos Huertas      | 1       | 0  | 1  | 30  | 14   | 11   |
| 2013 | Dallara-Renault | Jazeman Jaafar      | 0       | 0  | 0  | 24  | 17   | 11   |

### Europejska Formuła 3
W sezonie 2014 prócz głównej ekipy na liście startowej widniał również zespół Jagonya Ayam with Carlin
| Europejska Formuła 3 | Europejska Formuła 3    | Europejska Formuła 3 | Europejska Formuła 3 | Europejska Formuła 3 | Europejska Formuła 3 | Europejska Formuła 3 | Europejska Formuła 3 | Europejska Formuła 3 | Europejska Formuła 3 |
| Rok                  | Bolid                   | Kierowcy             | Wyścigi              | Wygrane              | PP                   | NO                   | Pkt                  | M.K.                 | M.Z.                 |
| -------------------- | ----------------------- | -------------------- | -------------------- | -------------------- | -------------------- | -------------------- | -------------------- | -------------------- | -------------------- |
| 2012                 | Dallara F312 Volkswagen | William Buller       | 16                   | 0                    | 1                    | 0                    | 137                  | 6                    |                      |
| 2012                 | Dallara F312 Volkswagen | Carlos Sainz Jr.     | 20                   | 1                    | 2                    | 2                    | 161                  | 5                    |                      |
| 2012                 | Dallara F312 Volkswagen | Harry Tincknell      | 8                    | 0                    | 0                    | 0                    | 0 [G]                | NS                   |                      |
| 2012                 | Dallara F312 Volkswagen | Jazeman Jaafar       | 12                   | 0                    | 0                    | 0                    | 0 [G]                | NS                   |                      |
| 2012                 | Dallara F312 Volkswagen | Jack Harvey          | 6                    | 0                    | 0                    | 0                    | 0 [G]                | NS                   |                      |
| 2012                 | Dallara F312 Volkswagen | Pietro Fantin        | 6                    | 0                    | 0                    | 0                    | 0 [G]                | NS                   |                      |
| 2012                 | Dallara F312 Volkswagen | Felipe Nasr          | 1                    | 0                    | 0                    | 0                    | 0 [G]                | NS                   |                      |
| 2012                 | Dallara F312 Volkswagen | Richard Bradley      | 2                    | 0                    | 0                    | 0                    | 0 [G]                | NS                   |                      |
| 2013                 | Dallara-Renault         | Harry Tincknell      | 30                   | 1                    | 2                    | 0                    | 227                  | 5                    | 3                    |
| 2013                 | Dallara-Renault         | Jordan King          | 30                   | 0                    | 0                    | 1                    | 176                  | 6                    | 3                    |
| 2013                 | Dallara-Renault         | Nicholas Latifi      | 30                   | 0                    | 0                    | 0                    | 45                   | 15                   | 3                    |
| 2013                 | Dallara-Renault         | Jann Mardenborough   | 29                   | 0                    | 0                    | 0                    | 12                   | 21                   | 3                    |
| 2013                 | Dallara-Renault         | Daniił Kwiat         | 21                   | 1                    | 5                    | 1                    | 0 [G]                | NS                   | 3                    |
| 2013                 | Dallara-Renault         | Nick Cassidy         | 3                    | 0                    | 0                    | 0                    | 0 [G]                | NS                   | 3                    |
| 2014                 | Dallara-Volkswagen      | Jordan King          | 32                   | 0                    | 0                    | 0                    | 217                  | 7                    | 5                    |
| 2014                 | Dallara-Volkswagen      | Ed Jones             | 20                   | 0                    | 0                    | 0                    | 70                   | 13                   | 5                    |
| 2014                 | Dallara-Volkswagen      | Jake Dennis          | 33                   | 0                    | 0                    | 0                    | 174                  | 9                    | 5                    |
| 2014                 | Dallara-Volkswagen      | Antonio Giovinazzi‡  | 33                   | 2                    | 2                    | 3                    | 238                  | 6                    | 3                    |
| 2014                 | Dallara-Volkswagen      | Sean Gelael‡         | 33                   | 0                    | 0                    | 0                    | 25                   | 18                   | 3                    |
| 2014                 | Dallara-Volkswagen      | Tom Blomqvist‡       | 33                   | 6                    | 7                    | 9                    | 420                  | 2                    | 3                    |

- [G] Kierowcy nie liczeni do klasyfikacji generalnej.

‡ – Kierowca zespołu Jagonya Ayam with Carlin.

### Brytyjska Formuła 3
| Brytyjska Formuła 3 rezultaty | Brytyjska Formuła 3 rezultaty | Brytyjska Formuła 3 rezultaty | Brytyjska Formuła 3 rezultaty | Brytyjska Formuła 3 rezultaty | Brytyjska Formuła 3 rezultaty | Brytyjska Formuła 3 rezultaty | Brytyjska Formuła 3 rezultaty | Brytyjska Formuła 3 rezultaty |
| Rok                           | Bolid                         | Kierowcy                      | Wygrane                       | PP                            | NO                            | Pkt                           | M.K.                          | M.Z.                          |
| ----------------------------- | ----------------------------- | ----------------------------- | ----------------------------- | ----------------------------- | ----------------------------- | ----------------------------- | ----------------------------- | ----------------------------- |
| 1997                          | Dallara F397-Mugen Honda      | Jamie Spence                  | 0                             | 0                             | 0                             | 18                            | 14                            | NS                            |
| 1997                          | Dallara F397-Mugen Honda      | Henry Stanton                 | 0                             | 0                             | 0                             | 2                             | 24                            | NS                            |
| 1998                          | Dallara F397-8-Mugen Honda    | Narain Karthikeyan            | 0                             | 0                             | 0                             | 44                            | 12                            | NS                            |
| 1998                          | Dallara F397-8-Mugen Honda    | Lei Kit Meng                  | 0                             | 0                             | 0                             | 0                             | 32                            | NS                            |
| 1999                          | Dallara F399-Mugen Honda      | Narain Karthikeyan            | 2                             | 2                             | 3                             | 104                           | 6                             | NS                            |
| 1999                          | Dallara F399-Mugen Honda      | Michael Bentwood              | 0                             | 0                             | 0                             | 50                            | 8                             | NS                            |
| 2000                          | Dallara F300-Mugen Honda      | Takuma Satō                   | 4                             | 5                             | 4                             | 129                           | 3                             | NS                            |
| 2000                          | Dallara F300-Mugen Honda      | Ben Collins                   | 1                             | 1                             | 0                             | 67                            | 8                             | NS                            |
| 2000                          | Dallara F300-Mugen Honda      | Rob Austin                    | 0                             | 0                             | 0                             | 0                             | 19                            | NS                            |
| 2001                          | Dallara F301-Mugen Honda      | Takuma Satō                   | 12                            | 6                             | 15                            | 345                           | 1                             | 1                             |
| 2001                          | Dallara F301-Mugen Honda      | Anthony Davidson              | 6                             | 7                             | 4                             | 272                           | 2                             | 1                             |
| 2001                          | Dallara F301-Mugen Honda      | Kazuki Hoshino [B]            | 0                             | 0                             | 1                             | 133                           | 7 [B]                         | 6 [B]                         |
| 2002                          | Dallara Mugen Honda           | James Courtney                | 5                             | 12                            | 12                            | 269                           | 2                             | 1                             |
| 2002                          | Dallara Mugen Honda           | Michael Keohane               | 2                             | 0                             | 0                             | 169                           | 5                             | 1                             |
| 2002                          | Dallara Mugen Honda           | Alan van der Merwe            | 1                             | 0                             | 0                             | 98                            | 8                             | 1                             |
| 2002                          | Dallara Mugen Honda           | Shinya Hosokawa               | 1                             | 0                             | 0                             | 51                            | 12                            | 1                             |
| 2002                          | Dallara Mugen Honda           | Derek Hayes                   | 0                             | 1                             | 1                             | 25                            | 16                            | 1                             |
| 2003                          | Dallara F303-Mugen Honda      | Alan van der Merwe            | 9                             | 4                             | 4                             | 308                           | 1                             | 1                             |
| 2003                          | Dallara F303-Mugen Honda      | Jamie Green                   | 4                             | 3                             | 4                             | 237                           | 2                             | 1                             |
| 2003                          | Dallara F303-Mugen Honda      | Richard Antinucci             | 0                             | 0                             | 2                             | 125.5                         | 4                             | 1                             |
| 2003                          | Dallara F303-Mugen Honda      | Ronnie Bremer                 | 0                             | 0                             | 0                             | 121                           | 6                             | 1                             |
| 2003                          | Dallara F303-Mugen Honda      | Michael Keohane               | 0                             | 0                             | 0                             | 42                            | 13                            | 1                             |
| 2003                          | Dallara F303-Mugen Honda      | Álvaro Parente                | 0                             | 0                             | 0                             | 7                             | 22                            | 1                             |
| 2004                          | Dallara F304-Mugen Honda      | Clivio Piccione               | 2                             | 2                             | 0                             | 161                           | 4                             | 1                             |
| 2004                          | Dallara F304-Mugen Honda      | Danilo Dirani                 | 0                             | 3                             | 3                             | 146                           | 5                             | 1                             |
| 2004                          | Dallara F304-Mugen Honda      | Álvaro Parente                | 2                             | 2                             | 0                             | 137                           | 7                             | 1                             |
| 2004                          | Dallara F304-Mugen Honda      | Xandinho Negrão               | 0                             | 0                             | 0                             | 1                             | 19                            | 1                             |
| 2005                          | Dallara F305-Mugen Honda      | Álvaro Parente                | 11                            | 9                             | 7                             | 289                           | 1                             | 1                             |
| 2005                          | Dallara F305-Mugen Honda      | Charlie Kimball               | 5                             | 6                             | 6                             | 246                           | 2                             | 1                             |
| 2005                          | Dallara F305-Mugen Honda      | Christian Bakkerud            | 0                             | 0                             | 1                             | 124                           | 7                             | 1                             |
| 2005                          | Dallara F305-Mugen Honda      | Keiko Ihara                   | 0                             | 0                             | 0                             | 12                            | 17                            | 1                             |
| 2005                          | Dallara F305-Mugen Honda      | Ricardo Teixeira [B]          | 0                             | 0                             | 0                             | 61                            | 9 [B]                         | 7 [B]                         |
| 2006                          | Dallara F306-Mugen Honda      | Oliver Jarvis                 | 2                             | 5                             | 3                             | 250                           | 2                             | 2                             |
| 2006                          | Dallara F306-Mugen Honda      | Maro Engel                    | 1                             | 3                             | 2                             | 174                           | 5                             | 2                             |
| 2006                          | Dallara F306-Mugen Honda      | Christian Bakkerud            | 1                             | 0                             | 3                             | 129                           | 6                             | 2                             |
| 2006                          | Dallara F306-Mugen Honda      | Keiko Ihara                   | 0                             | 0                             | 0                             | 4                             | 17                            | 2                             |
| 2006                          | Dallara F304-Muge] Honda      | Ricardo Teixeira [B]          | 0                             | 0                             | 0                             | 74                            | 7 [B]                         | 5 [B]                         |
| 2006                          | Dallara F304-Muge] Honda      | Mario Moraes [G]              | 0                             | 0                             | 0                             | 0                             | NS [G]                        | 5 [B]                         |
| 2007                          | Dallara F307-Mercedes         | Maro Engel                    | 3                             | 4                             | 1                             | 208                           | 2                             | 1                             |
| 2007                          | Dallara F307-Mercedes         | Sam Bird                      | 2                             | 0                             | 1                             | 180                           | 4                             | 1                             |
| 2007                          | Dallara F307-Mercedes         | Niall Breen                   | 1                             | 0                             | 0                             | 145                           | 5                             | 1                             |
| 2007                          | Dallara F307-Mercedes         | Alberto Valerio               | 0                             | 0                             | 1                             | 114                           | 8                             | 1                             |
| 2007                          | Dallara F307-Mercedes         | Mario Moraes                  | 0                             | 0                             | 0                             | 42                            | 14                            | 1                             |
| 2008                          | Dallara F308-Mercedes         | Jaime Alguersuari             | 5                             | 6                             | 5                             | 251                           | 1                             | 1                             |
| 2008                          | Dallara F308-Mercedes         | Oliver Turvey                 | 4                             | 4                             | 4                             | 234                           | 2                             | 1                             |
| 2008                          | Dallara F308-Mercedes         | Brendon Hartley               | 5                             | 5                             | 4                             | 208                           | 3                             | 1                             |
| 2008                          | Dallara F308-Mercedes         | Sam Abay                      | 0                             | 0                             | 0                             | 71                            | 11                            | 1                             |
| 2008                          | Dallara F305-Mugen Honda      | Andrew Meyrick [B]            | 7                             | 9                             | 7                             | 174                           | 5 [B]                         | 3 [B]                         |
| 2008                          | Dallara F305-Mugen Honda      | Kristján Einar [B]            | 0                             | 0                             | 0                             | 101                           | 7 [B]                         | 3 [B]                         |
| 2008                          | Dallara F305-Mugen Honda      | Henry Surtees [B]             | 1                             | 0                             | 0                             | 35                            | 11 [B]                        | 3 [B]                         |
| 2008                          | Dallara F305-Mugen Honda      | Adriano Buzaid [B]            | 0                             | 0                             | 0                             | 22                            | 13 [B]                        | 3 [B]                         |
| 2008                          | Dallara F305-Mugen Honda      | Martin O’Connell [B]          | 0                             | 0                             | 0                             | 6                             | 15 [B]                        | 3 [B]                         |
| 2009                          | Dallara F309-Mercedes         | Daniel Ricciardo              | 6                             | 5                             | 4                             | 275                           | 1                             | 1                             |
| 2009                          | Dallara F309-Mercedes         | Max Chilton                   | 1                             | 4                             | 0                             | 171                           | 4                             | 1                             |
| 2009                          | Dallara F309-Mercedes         | Henry Arundel                 | 0                             | 0                             | 0                             | 90                            | 9                             | 1                             |
| 2009                          | Dallara F309-Mercedes         | Oliver Oakes                  | 0                             | 0                             | 0                             | 7                             | 18                            | 1                             |
| 2009                          | Dallara F309-Mercedes         | Robert Wickens                | 0                             | 0                             | 0                             | 12                            | 16                            | 1                             |
| 2009                          | Dallara F309-Mercedes         | Philip Major                  | 0                             | 0                             | 0                             | 10                            | 17                            | 1                             |
| 2009                          | Dallara F309-Mercedes         | Jake Rosenzweig [G]           | 0                             | 0                             | 0                             | 0                             |                               | 1                             |
| 2009                          | Dallara F305-Mugen Honda      | Joe Ghanem [B]                | 7                             | 9                             | 7                             | 39                            | 5 [B]                         |                               |
| 2010                          | Dallara Volkswagen            | Adriano Buzaid                | 2                             | 2                             | 2                             | 283                           | 4                             | 1                             |
| 2010                          | Dallara Volkswagen            | James Calado                  | 5                             | 2                             | 4                             | 293                           | 2                             | 1                             |
| 2010                          | Dallara Volkswagen            | Rupert Svendsen-Cook          | 1                             | 0                             | 0                             | 131                           | 7                             | 1                             |
| 2010                          | Dallara Volkswagen            | Jazeman Jaafar                | 0                             | 0                             | 0                             | 85                            | 12                            | 1                             |
| 2010                          | Dallara Volkswagen            | Jean-Éric Vergne              | 13                            | 12                            | 13                            | 392                           | 1                             | 1                             |
| 2010                          | Dallara Volkswagen            | Lucas Foresti                 | 0                             | 0                             | 0                             | 45                            | 13                            | 1                             |
| 2011                          | Dallara F308 Volkswagen       | Carlos Huertas                | 1                             | 0                             | 0                             | 222                           | 3                             | 1                             |
| 2011                          | Dallara F308 Volkswagen       | Kevin Magnussen               | 7                             | 8                             | 6                             | 237                           | 2                             | 1                             |
| 2011                          | Dallara F308 Volkswagen       | Rupert Svendsen-Cook          | 2                             | 3                             | 1                             | 191                           | 5                             | 1                             |
| 2011                          | Dallara F308 Volkswagen       | Jazeman Jaafar                | 0                             | 0                             | 0                             | 187                           | 6                             | 1                             |
| 2011                          | Dallara F308 Volkswagen       | Felipe Nasr                   | 7                             | 4                             | 9                             | 187                           | 1                             | 1                             |
| 2011                          | Dallara F308 Volkswagen       | Jack Harvey                   | 1                             | 0                             | 1                             | 112                           | 9                             | 1                             |
| 2012                          | Dallara F312 Volkswagen       | Jack Harvey                   | 7                             | 10                            | 5                             | 319                           | 1                             | 1                             |
| 2012                          | Dallara F312 Volkswagen       | Pietro Fantin                 | 0                             | 0                             | 2                             | 195                           | 7                             | 1                             |
| 2012                          | Dallara F312 Volkswagen       | William Buller                | 0                             | 0                             | 0                             | 0 [G]                         | NS                            | 1                             |
| 2012                          | Dallara F312 Volkswagen       | Harry Tincknell               | 4                             | 0                             | 1                             | 226                           | 5                             | 1                             |
| 2012                          | Dallara F312 Volkswagen       | Jazeman Jaafar                | 2                             | 0                             | 3                             | 306                           | 2                             | 1                             |
| 2012                          | Dallara F312 Volkswagen       | Carlos Sainz Jr.              | 4                             | 1                             | 2                             | 224                           | 6                             | 1                             |
| 2012                          | Dallara F312 Volkswagen       | Richard Bradley               | 0                             | 0                             | 0                             | 0 [G]                         | NS                            | 1                             |
| 2013                          | Dallara F312 Volkswagen       | Jordan King                   | 3                             | 2                             | 2                             | 176                           | 1                             | 1                             |
| 2013                          | Dallara F312 Volkswagen       | Nicholas Latifi               | 0                             | 2                             | 1                             | 97                            | 5                             | 1                             |
| 2013                          | Dallara F312 Volkswagen       | Jann Mardenborough            | 0                             | 0                             | 0                             | 85                            | 6                             | 1                             |
| 2013                          | Dallara F312 Volkswagen       | Jazeman Jaafar                | 2                             | 2                             | 0                             | 58                            | 9                             | 1                             |
| 2013                          | Dallara F312 Volkswagen       | Li Zhicong                    | 0                             | 0                             | 0                             | 7                             | 13                            | 1                             |
| 2014                          | Dallara F312 Volkswagen       | Li Zhicong                    | 0                             | 0                             | 0                             | 118                           | 5                             | 3                             |
| 2014                          | Dallara F312 Volkswagen       | Alice Powell                  | 0                             | 0                             | 0                             | 16                            | 15                            | 3                             |
| 2014                          | Dallara F312 Volkswagen       | Jegor Orudżew                 | 0                             | 0                             | 0                             | 26                            | 12                            | 3                             |
| 2014                          | Dallara F312 Volkswagen       | Sam MacLeod                   | 0                             | 0                             | 0                             | 121                           | 4                             | 3                             |
| 2014                          | Dallara F312 Volkswagen       | Sean Gelael                   | 0                             | 0                             | 0                             | 0                             | NS [G]                        | 3                             |
| 2014                          | Dallara F312 Volkswagen       | Ed Jones                      | 3                             | 2                             | 3                             | 0                             | NS [G]                        | 3                             |

### A1 Grand Prix
| A1 Grand Prix | A1 Grand Prix | A1 Grand Prix    | A1 Grand Prix | A1 Grand Prix | A1 Grand Prix | A1 Grand Prix | A1 Grand Prix |
| Rok           | Bolid         | Konstruktor      | Wygrane       | PP            | NO            | Pkt           | M.K.          |
| ------------- | ------------- | ---------------- | ------------- | ------------- | ------------- | ------------- | ------------- |
| 2005/2006     | Lola-Zytek    | A1 Team Portugal | 0             | 0             | 0             | 66            | 9             |
| 2005/2006     | Lola-Zytek    | A1 Team Japan    | 0             | 0             | 0             | 8             | 21            |
| 2005/2006     | Lola-Zytek    | A1 Team Lebanon  | 0             | 0             | 0             | 0             | 23            |
| 2006/2007     | Lola-Zytek    | A1 Team Lebanon  | 0             | 0             | 0             | 0             | 23            |
| 2007/2008     | Lola-Zytek    | A1 Team Lebanon  | 0             | 0             | 0             | 0             | 20            |
| 2008/2009     | Ferrari       | A1 Team Korea    | 0             | 0             | 0             | 4             | 19            |

- [B] Kierowcy sklasyfikowani w kategorii „National”.
- [G] Kierowcy nie liczeni do klasyfikacji generalnej.